# 国際武道大学
国際武道大学（こくさいぶどうだいがく、英語: International Budo University）は、千葉県勝浦市新官841番地に本部を置く日本の私立大学。1984年創立、1984年大学設置。大学の略称は武大（ぶだい）、国武大（こくぶだい）。

## 概要

### 大学全体
柔道の有段者で、東海大学創立者の松前重義や日本武道館関係者とのパイプを持った勝浦市長の山口吉暉（やまぐちよしてる、在任1967年 - 1999年）が「学園都市構想」の一環として誘致し、市有地を提供して1984年に開学した。山口自身も長年、大学の理事職を務めた。また、日本武道館の研修センターも、山口の誘致によって、同じく勝浦市内に開設された。
武道・体育・スポーツに関する教育・研究を中心とする私立大学（体育大学）である。硬式野球部からはプロ野球選手が度々輩出している。また、読売ジャイアンツ監督の原辰徳が、硬式野球部監督の岩井美樹体育学科教授と東海大学硬式野球部の後輩であった関係などから、2009年4月より客員教授に就任した。

### 建学の精神
建学訓
「創立者松前重義は武道の伝統文化の価値を尊重し、平和構想をあまねく普及すると共に、国際友好親善を深めることにより世界平和を築くという崇高な考えに基づき、武道によって有意な人材の育成を行うことを目的に国際武道大学を創設した」として、以下の建学訓を掲げている。
教育目標
大学・学部の教育目標を「建学の精神を理解し、幅広い教養と専門的知識を修得することにより、種々の事象に柔軟に対応できる能力を発揮し、社会を豊かにすることができる人材を養成する」と定め、大学院の教育目標を「武道、体育及びスポーツの分野において、高度な専門的知識や実践能力を有し、優れた研究・開発能力を身につけ、豊かな創造性を発揮することができる専門職業人を養成する」と定める。

## 沿革

### 年表
- 1979年（昭和54年）
  - 12月 - 日本武道館会長・松前重義が武道大学の設立構想を提唱
- 1980年（昭和55年）
  - 1月 - 勝浦市議会が大学誘致のため用地無償提供を決議
  - 3月 - 日本武道館常務理事会、勝浦市に武道大学設立を決議
  - 5月 - 武道大学設立財団発起人会、大学名を国際武道大学と決定
- 1981年（昭和56年）
  - 4月 - 文部大臣より国際武道大学設立準備財団の設立許可
- 1983年（昭和58年）
  - 12月 - 文部大臣より学校法人国際武道大学の設置認可
- 1984年（昭和59年）
  - 4月 - 国際武道大学開学、体育学部（武道学科、体育学科）を設置
- 1994年（平成6年）
  - 4月 - 留学生対象の別科（武道専修課程）を開設[7]
  - 9月 - 国際交流会館を開設[8]
- 1996年（平成8年）
  - 4月 - 大学院 武道・スポーツ研究科を開設
- 2001年（平成13年）
  - 4月 - スポーツトレーナー学科、国際スポーツ文化学科を増設
- 2013年（平成25年）
  - 10月 - 創立30周年記念式典、祝賀会を挙行

## 基礎データ

### 所在地
- 千葉県勝浦市新官841番地

### 象徴
- シンボルマークは「Bウェイ」。
- スクールカラーは「Bブルー」。

## 教育および研究

### 組織

#### 学部
- 体育学部
  - 武道学科
    - 武道専修コース
    - 武道教育コース
    - 武道マネジメントコース

  - 体育学科
    - アスリートコース
    - コーチング科学コース
    - スポーツマネジメントコース
    - スポーツトレーナーコース
    - 健康科学コース
    - スポーツ教育コース

#### 大学院
- 武道・スポーツ研究科
  - 武道・スポーツ専攻（修士課程）

#### 別科
- 武道専修課程（1年制・外国人留学生対象）

#### 付属機関
- 国際武道大学附属武道・スポーツ科学研究所

## 学生生活

### 学園祭
- 黒潮祭 - 勝浦市と合同でフリーマーケットを開催するなど、勝浦市との関わりが深い。

### スポーツ
- 野球部は千葉県大学野球連盟に所属している。

### 奨学金（給付型）
- 国際武道大学大学院奨学金
- 国際武道大学島嶼部入学者奨学金 - 島嶼部（沖縄県全域、鹿児島県島嶼部、長崎県島嶼部、島根県島嶼部、及び北海道島嶼部）から国際武道大学の学部へ入学する学習意欲の高い者に対する奨学金。

## 大学関係者と組織

### 大学関係者組織
後援会
在学生の保護者全員を本会の正会員とする、全国11支部にまたがる後援会が存在する。個別面談会や支部総会を通じて、大学と保護者との連携を図っている。

### 大学関係者一覧
- 国際武道大学の人物一覧

## 対外関係

### 地方自治体との協定
- 2015年2月 千葉県勝浦市と「勝浦市と国際武道大学との連携に関する包括協定」を締結[10]。

### 他大学との協定

#### 国内
- 千葉県私立大学短期大学間単位互換協定

#### 国外
国際・学術交流等協定校
- ハワイ東海インターナショナルカレッジ（アメリカ・ハワイ州）
- コンコーディア大学ポートランド校（アメリカ・オレゴン州）
- 龍仁大学校（韓国・京畿道）
- 天津体育学院（中国・天津市）
- モスクワ国立大学（ロシア・モスクワ）
- 極東国立総合大学（ロシア・ウラジオストク）

### その他の協定
- 2014年6月 公益財団法人東京オリンピック・パラリンピック競技大会組織委員会と2020年「東京オリンピック・パラリンピック競技大会に係る大学連携協定」を締結。

### 姉妹校
- 東海大学